# Chris Powell
Christopher George Robin Powell (Lambeth, 8 de setembro de 1969) é um ex-futebolista e treinador de futebol inglês que atuava como lateral-esquerdo. É atualmente auxiliar-técnico do ADO Den Haag.

## Carreira
Powell iniciou a carreira profissional em 1987, no Crystal Palace, onde atuou em apenas 3 jogos antes de ser emprestado ao Aldershot em 1990. Em agosto do mesmo ano, após o término de seu contrato com o Palace, assinou sem custos com o Southend United, pelo qual disputou 248 partidas (288 no total) e fez 3 gols. Entre 1996 e 1998, atuou em 99 partidas pelo Derby County, tendo feito um gol.
O lateral-direito ainda teve boa passagem pelo Charlton Athletic, disputando 244 jogos e fazendo um gol em 2 passagens pelos Addicks (1998–2004, 2005–06 e 2007 08). Vestiu também as camisas de West Ham United, Watford e Leicester City, aposentando-se aos 40 anos de idade, em 2010.

## Seleção Inglesa
Powell disputou 5 partidas pela Seleção Inglesa entre 2001 e 2002, estreando pelo English Team na vitória por 3 a 0 sobre a Espanha, em amistoso realizado em Birmingham. Ele ainda jogou outros 3 amistosos e uma partida pelas eliminatórias da Copa de 2002, contra a Suécia, em Anfield Road (vitória da Inglaterra por 2 a 1).

## Carreira de treinador
Desde 2009 na comissão técnica do Leicester City, Powell treinou interinamente os Foxes em uma partida, após a demissão do português Paulo Sousa em 2010. Sven-Göran Eriksson, que assumiria pouco depois o cargo, declarou que o ex-lateral "tinha um bom futuro como treinador".
Treinou ainda o Charlton Athletic (2011–2014), Huddersfield Town (2014–2015), Derby County (interino em 2016) e Southend United (2018–2019).
Em dezembro de 2019, foi anunciado como auxiliar-técnico de Alan Pardew no ADO Den Haag.

## Títulos
Charlton Athletic
- Football League First Division: 1 (1999–2000)

West Ham United
- EFL Championship (play-off de acesso): 1 (2004–05)

Leicester City
- League One: 1 (2008–09)

### Como treinador
Charlton Athletic
- League One: 1 (2011–12)